# Margaret Jewett Smith Bailey
Margaret Jewett Smith Bailey (ur. ok. 1812, zm. 17 maja 1882 w Seattle) – amerykańska misjonarka i poetka.

## Życiorys
Margaret Jewett Smith urodziła się około 1812 roku w miejscowości Saugus w stanie Massachusetts. Dokładna data jej narodzin nie jest znana. Wbrew woli rodziny ukończyła Wesleyan Academy w Wilbraham i zapewniła sobie udział w wyprawie na terytorium Oregon w grupie wielebnego Davida Leslie, jego rodziny i H.K.W. Perkinsa. Po wypłynięciu z Bostonu w 1837 roku, dotarła okrężną drogą, przez Hawaje do celu, czyli Misji w Oregonie, założonej w 1834 roku przez pastora Jason Lee i Missionary Society (Towarzystwo Misyjne) Metodystycznego Kościoła Episkopalnego. Fakt, że Margaret Smith była jedyną niezamężną kobietą w zgromadzeniu ściągnął na jej głowę kłopoty. Jej odwaga i niepokorność w relacjach z przywódcą grupy też nie była bez znaczenia. Wpierw była zmuszana do małżeństwa z Williamem H. Willsonem, kiedy odmówiła, stwierdził on, że miała z nim intymne doświadczenia, co nie było zgodne z prawdą. W nadziei, że publiczna pokuta uchroni ją przed wydaleniem z misji Margaret Smith przyznała się do cudzołóstwa, które było uważane za jeden z najcięższych grzechów. Jej kariera kaznodziejska została złamana na zawsze. W marcu 1839 roku poślubiła Williama J. Baileya, który okazał się człowiekiem gwałtownego charakteru, zwłaszcza po spożyciu alkoholu. Pijaństwo męża doprowadziło do rozwodu 12 kwietnia 1854 roku. Kolejne małżeństwo poetki, z Francisem Waddlem, zawarte w 1855 roku, też się skończyło rozwodem po trzech latach. Później zawarła ona trzeci związek małżeński z jakimś bliżej nieznanym panem Cranem. Margaret Jewett Smith Bailey zmarła w biedzie w Seattle 17 maja 1882 roku.

## Twórczość
Głównym dziełem Margaret Jewett Smith Bailey jest książka The Grains, or, Passages in the Life of Ruth Rover, with Occasional Pictures of Oregon, Natural and Moral (Ziarna, albo wydarzenia z życia Ruth Rover, z obrazkami rodzajowymi z Oregonu, przyrodniczymi i moralnymi), wydana w roku 1854 przez oficynę Carter & Austin w Portland. Trudno ją zakwalifikować pod względem gatunkowym. Jest to po trochu autobiografia, po części książka religijna podróżnicza, a nawet powieść. Dzieło Margaret Bailey jest porównywane do Chaty wuja Toma Harriet Beecher Stowe. Autorka ukazuje funkcjonowanie zamkniętej grupy religijnej i działania jej przywódcy. Upomina się też o prawa Indian i kobiet.